# Musculus transversus abdominis
Der Musculus transversus abdominis (lateinisch für „querverlaufender Bauchmuskel“) ist ein Skelettmuskel und gehört zur Gruppe der Bauchmuskeln. Der Name bezieht sich auf die Richtung der Fasern des Muskels, der Muskel ist der tiefste der flachen Muskeln des Bauches und liegt unter dem Musculus obliquus internus abdominis.
Der Musculus transversus abdominis hat sowohl eine flächenhafte Ursprungs- als auch Ansatzsehne (Aponeurose). Der Ursprung reicht von den unteren sechs Rippenknorpeln über die Lendenwirbelsäule via Fascia thoracolumbalis, Darmbeinkamm und Leistenband. Die Ansatzsehne reicht vom Schwertfortsatz des Brustbeins bis zum Schambein und bildet mit den Sehnen der schrägen Bauchmuskeln die Linea alba. Diese Ansatzsehne bildet zum Rand des Muskels eine bogenförmige Linie (Linea semilunaris, ‚halbmondförmige Linie‘), welche sich am inneren Blatt der Rektusscheide beteiligt.

## Funktion
Der Musculus transversus abdominis ist verantwortlich für das Zusammenpressen des Bauches (Bauchpresse) und das Absenken der Rippen. Außerdem ist er beteiligt an der Exspiration (Ausatmung). Inwieweit der Muskel bei einseitiger Kontraktion an der Rotation des Rumpfes zur gleichen Seite (ipsilateral) beteiligt ist, ist umstritten. Zudem trägt er zur Stabilisierung und Aufrichtung des Rumpfes sowie über den Seitwärtszug auf die Fascia thoracolumbalis zur Stabilisierung der Lendenwirbelsäule bei.